# وینا (جورجیا)
وینا، جورجیا (به انگلیسی: Vienna, Georgia) یک شهر در ایالات متحده آمریکا با جمعیت ۲٬۹۷۳ نفر است که در جورجیا واقع شده‌است.

## موقعیت جغرافیایی
موقعیت جغرافیایی شهرها و مناطق اطراف به شرح زیر است: